# 桑名郵便局
桑名郵便局（くわなゆうびんきょく）は三重県桑名市にある郵便局。民営化前の分類では集配普通郵便局であった。

## 概要
住所：〒511-8799 三重県桑名市中央町3-43
1871年（明治4年）の郵便制度発足にあたり東海道の各宿場に設けられた郵便取扱所を前身とする、日本で最も歴史ある郵便局の一つである。以降現在に至るまで、桑名の郵便事業の中心的な役割を果たし続けている。

## 沿革
- 1871年4月20日（明治4年3月1日） - 日本の近代郵便制度の創設とともに桑名郵便取扱所として開設[1]。
- 1873年（明治6年）4月 - 桑名郵便役所となる。
- 1875年（明治8年）1月1日 - 桑名郵便局（三等）となる。同年10月より為替取扱を開始。
- 1878年（明治11年） - 貯金取扱を開始。
- 1901年（明治34年）2月15日 - 桑名電信局に編入される形で、桑名郵便電信局となる。
- 1903年（明治36年）4月1日 - 通信官署官制の施行に伴い桑名郵便局となる。
- 1945年（昭和20年）4月1日 - 桑名市大字東方に東方分室を設置[2]。
- 1975年（昭和50年）11月17日 - 桑名市桑名から同市中央町三丁目に移転[3]。同日より和文電報受付および電話通話業務を開始[4]。
- 1998年（平成10年）9月1日 - 外国通貨の両替および旅行小切手の売買に関する業務取扱を開始。
- 2007年（平成19年）3月5日 - 多度郵便局および長島郵便局からそれぞれ「511-01xx」「511-11xx」区域の集配業務を移管[5]。
- 2007年（平成19年）10月1日 - 民営化に伴い、併設された郵便事業桑名支店に一部業務を移管。
- 2012年（平成24年）10月1日 - 日本郵便株式会社発足に伴い、郵便事業桑名支店を桑名郵便局に統合。

## 取扱内容
- 郵便、印紙、ゆうパック、内容証明
- 貯金、為替、振替、振込、国際送金、外貨両替・トラベラーズチェック、国債、投資信託
- 生命保険、バイク自賠責保険、自動車保険、変額年金保険
- ゆうちょ銀行ATM
- 「511-00xx」「511-01xx」「511-08xx」「511-09xx」「511-11xx」区域（桑名市内＝旧桑名郡多度町域・旧桑名郡長島町域を含む）の集配業務
- ゆうゆう窓口

## 周辺
- 桑名市中央公民館
- 桑名市体育館
- くわなメディアライヴ（桑名市立中央図書館など）
- アピタ桑名店
- 国道1号

## アクセス
- JR関西本線・近鉄名古屋線・養老鉄道養老線 桑名駅、三岐鉄道北勢線 西桑名駅から南東へ約900m、徒歩で約10分。
- K-バス「くわなメディアライヴ」停留所下車。
- 東名阪自動車道 桑名ICから東へ約4km。
- 駐車場あり：30台